# Tišina (rybník)
Rybník Tišina o rozloze vodní plochy 1,0 ha se nalézá asi 1 km severovýchodně od centra obce Řečany nad Labem v okrese Pardubice. Rybník je spolu s rybníky Přehrada, Labecký, Houšovec a Pastouška pozůstatkem starého ramene řeky Labe vzniklého po provedení regulace Labe v 20. letech 20. století. V letech 2010 - 2011 byla provedena jejich revitalizace a odbahnění. Rybník je využíván pro chov ryb.

## Galerie

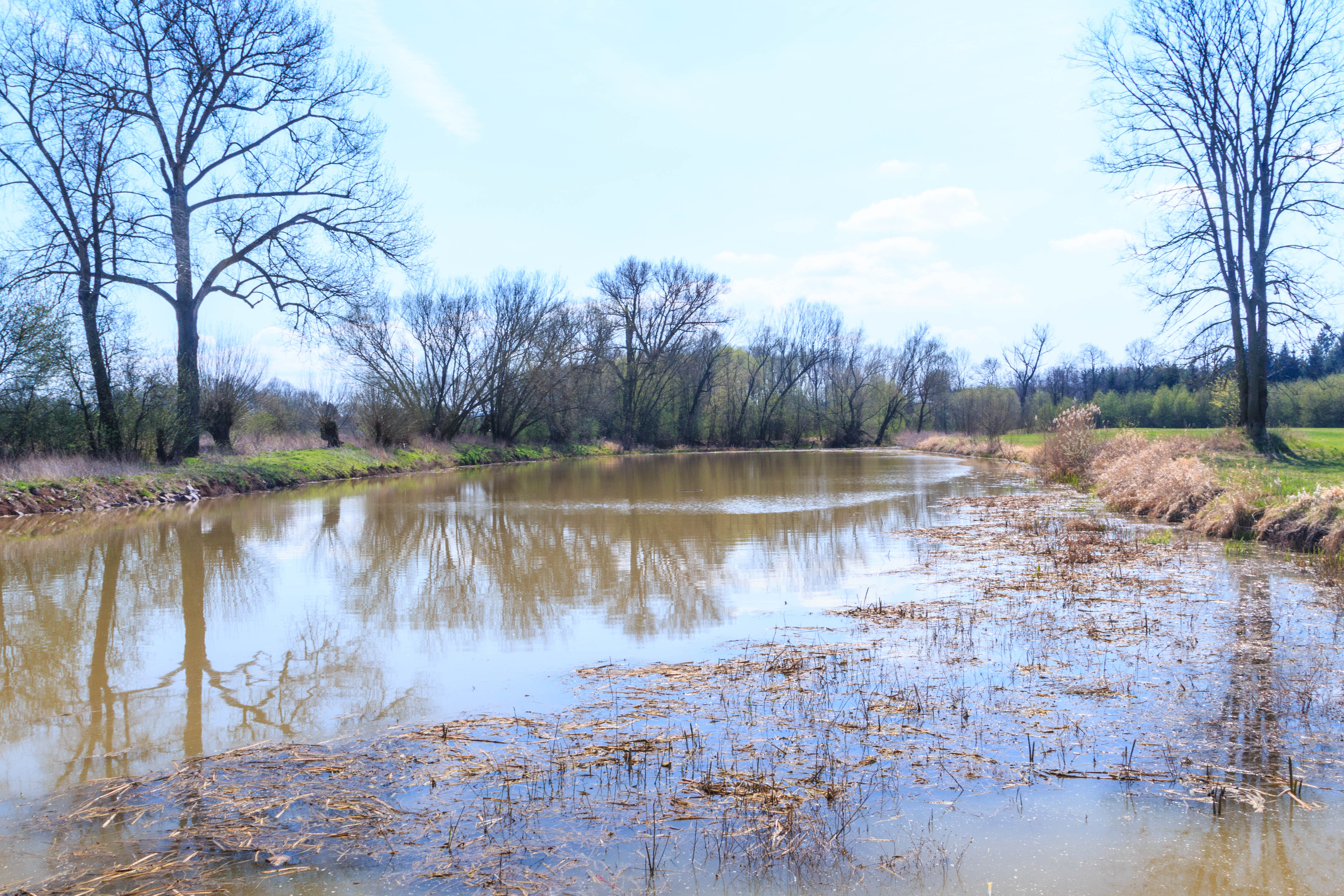
Pohled na rybník Tišina u Labětína
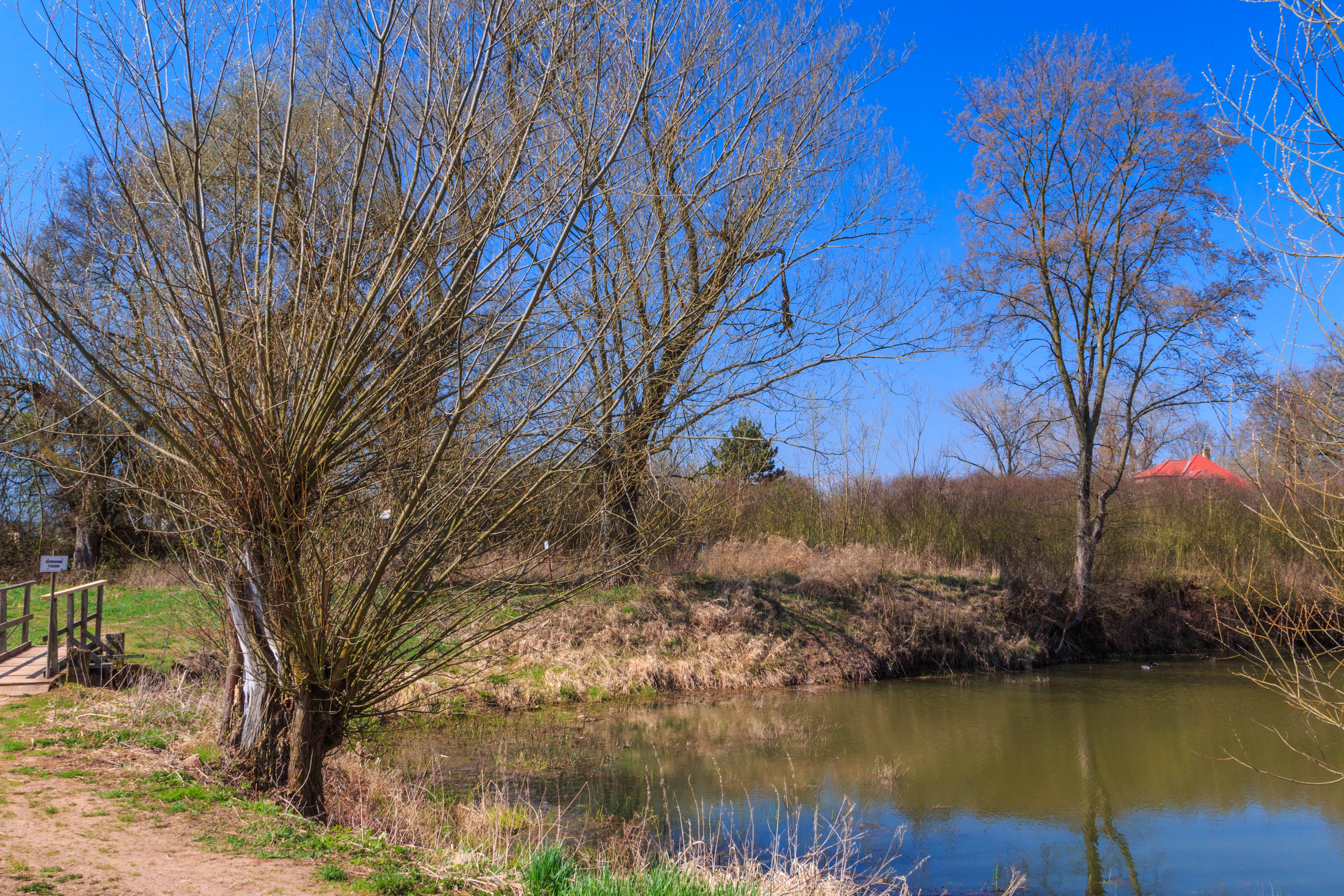
Pohled na rybník Tišina u Labětína
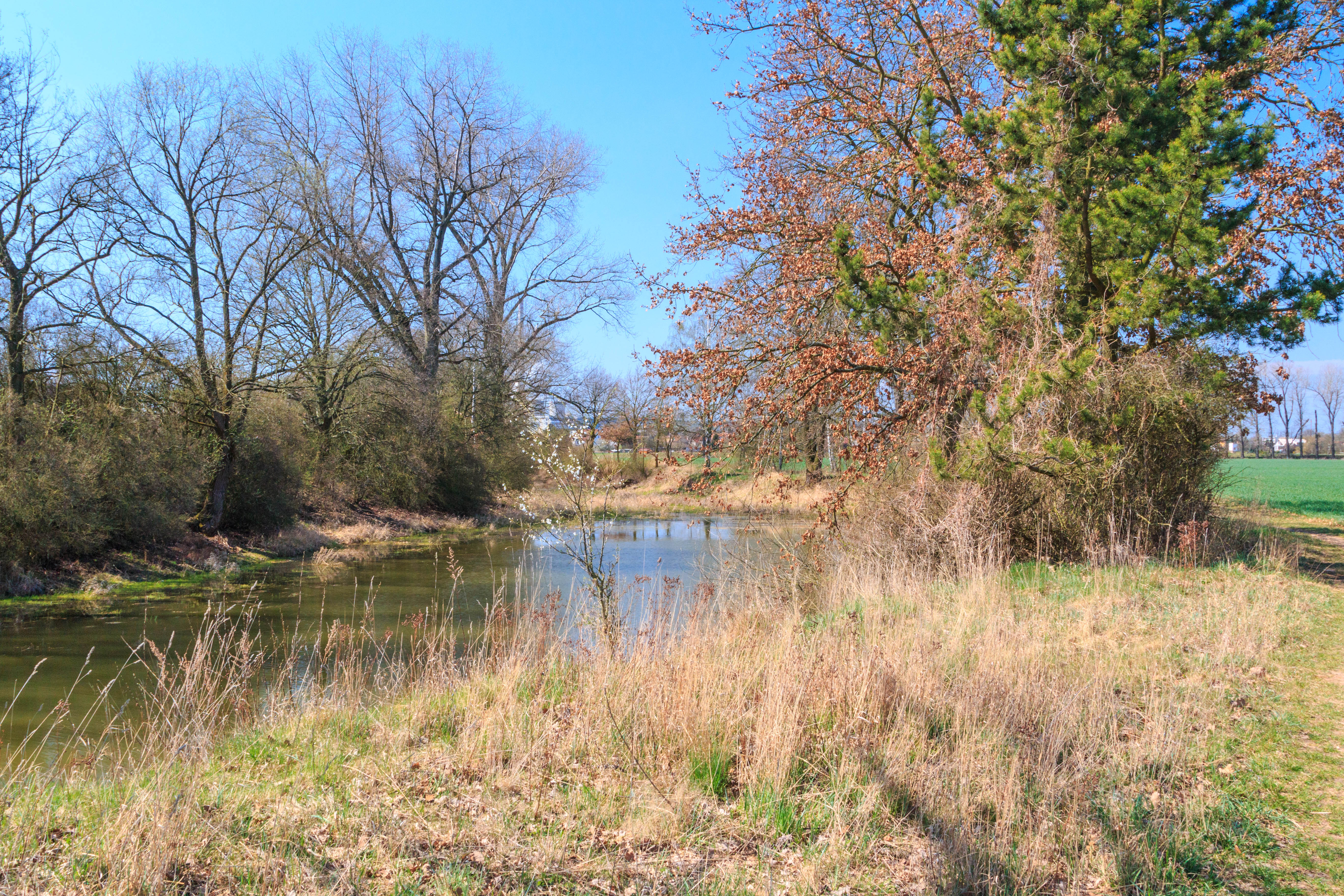
Pohled na rybník Tišina u Labětína
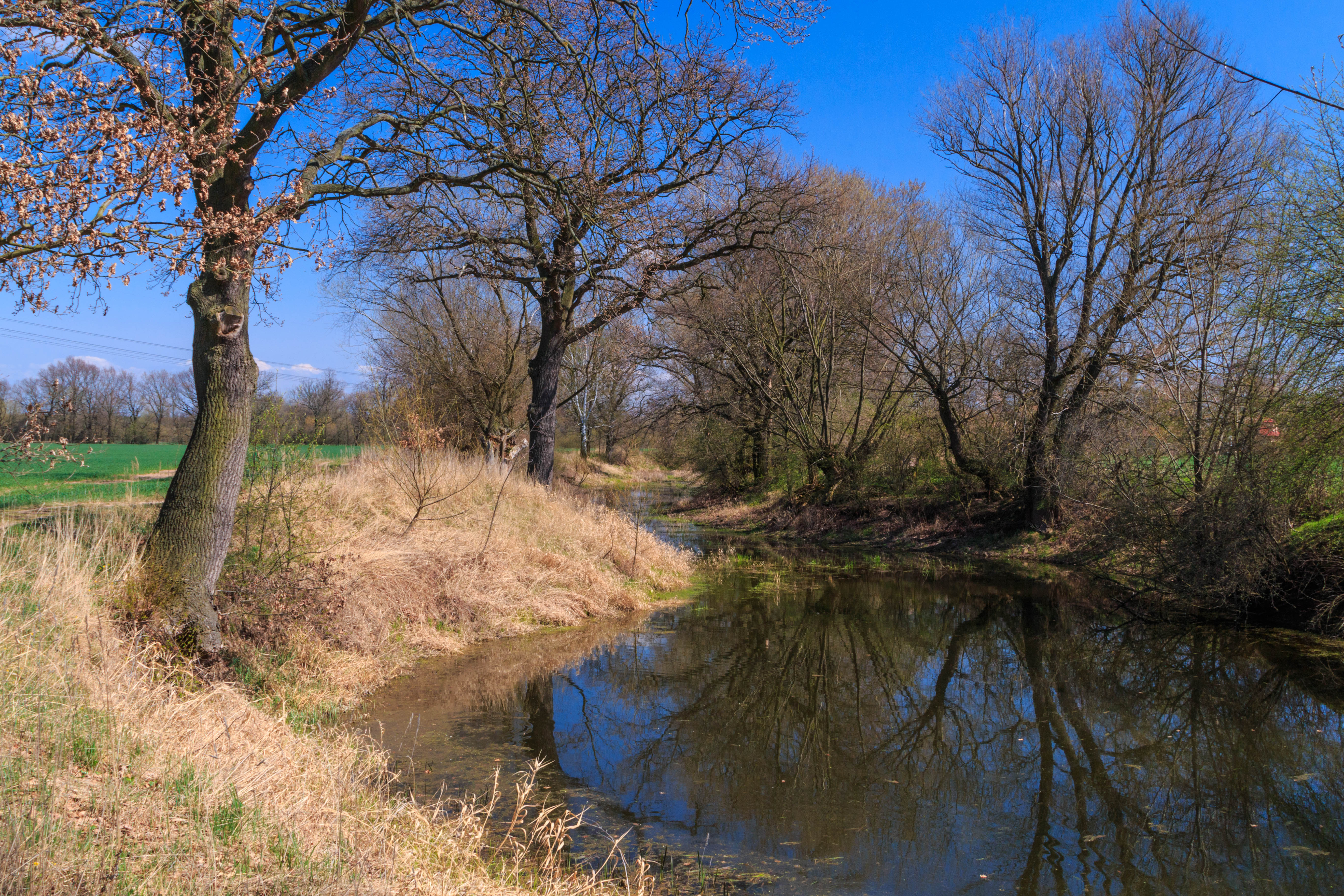
Pohled na rybník Tišina u Labětína